# Сайджьо (Ехіме)

Сайджьо́ (яп. 西条市, さいじょうし, МФА: [sai̯d͡ʑoː ɕi̥]?) — місто в Японії, в префектурі Ехіме. Розташоване в північно-східній частині префектури, на узбережжі Внутрішнього Японського моря.   Виникло на основі призамкового містечка родів Хітоцуянаґі та Мацудайра. Отримало статус міста 1941 року. Площа становить 509,06 км². Станом на 1 липня 2012 року населення складало 111 366  осіб, густота населення — 219 осіб/км².  Основою економіки є текстильна промисловість, виробництво паперу та електроприладів.   

## Історія
Засноване 29 квітня 1941 року шляхом злиття таких населених пунктів:
- містечка Сайджьо повіту Нії (新居郡西條町)
- містечка Хімі (氷見町)
- села Іїока (飯岡村)
- села Кобе (神戸村)
- села Тачібана (橘村)

1 листопада 2004 року розширилося, поглинувши такі населені пункти:
- місто Тойо (東予市)
- містечко Комацу повіту Шюсо (周桑郡小松町)
- містечко Тамбара (丹原町)